# مك ناب (أركنساس)
مك ناب (بالإنجليزية: McNab, Arkansas)‏ هي بلدة أمريكية تقع في الولايات المتحدة في مقاطعة هيمبستيد، أركنسو. يقدر عدد سكانها بـ 37 نسمة ومساحتها 0.9 كم2 و وترتفع عن سطح البحر 98 متر.